# Terapia naltreksonem w niskiej dawce
Terapia naltreksonem w niskiej dawce (ang. Low Dose Naltrexone, LDN) – rodzaj eksperymentalnej terapii, gdzie naltrekson (silny odwrotny agonista receptorów opioidowych) jest używany w niewielkich dawkach, około 10–krotnie niższych od zalecanych w terapii odwykowej.
Choroby, w których LDN zdaje się dawać wyraźne rezultaty kliniczne, to m.in.:
- różne typy nowotworów, m.in. glejaki i chłoniaki
- stwardnienie rozsiane[1]
- łuszczyca
- Choroba Crohna i colitis ulcerosa
- AIDS
- fibromialgia[2]
- zespół przewlekłego zmęczenia.

Niska dawka naltreskonu blokuje przez kilka godzin receptory opioidowe, co prowadzi do nadprodukcji wewnętrznych opioidów - endorfin. Endorfiny produkowane są także przez komórki układu odpornościowego i modulują ich działanie. U chorych na stwardnienie rozsiane (SM) poziom endorfin jest niższy niż u osób zdrowych i im niższy poziom tym cięższy przebieg choroby. β interferon stosowany w leczeniu SM powoduje wzrost stężenia endorfin.